# Catherine de Saxe-Lauenbourg
Titre
Reine consort de Suède-Finlande
24 septembre 1531 – 23 septembre 1535
(3 ans, 11 mois et 30 jours)
Catherine de Saxe-Lauenburg (en allemand : Katharina von Sachsen-Lauenburg), née le 24 septembre 1513 à Ratzebourg (Duché de Saxe-Lauenbourg) et décédée le 23 septembre 1535 à Stockholm (Suède-Finlande), reine consort de Suède-Finlande de 1531 à sa mort en 1535, épouse du roi Gustave Ier Vasa.

## Famille
Elle est la fille du duc Magnus Ier de Saxe-Lauenbourg et de son épouse Catherine de Brunswick-Wolfenbüttel, fille du duc Henri Ier de Brunswick-Wolfenbüttel.
Première épouse de Gustave Ier Vasa, elle est la mère de Éric XIV de Suède.

## Biographie
Le roi Gustave épouse Catherine pour des raisons politiques. Il veut se rapprocher de ses dirigeants protestants allemands pour gagner leur appui lors de ses efforts de réforme du trône. Ce mariage permet aussi de se rapprocher d'avec le trône du Danemark, puisque sa sœur ainée Dorothée de Saxe-Lauenbourg est engagée avec Christian III de Danemark, Prince héritier du Danemark.

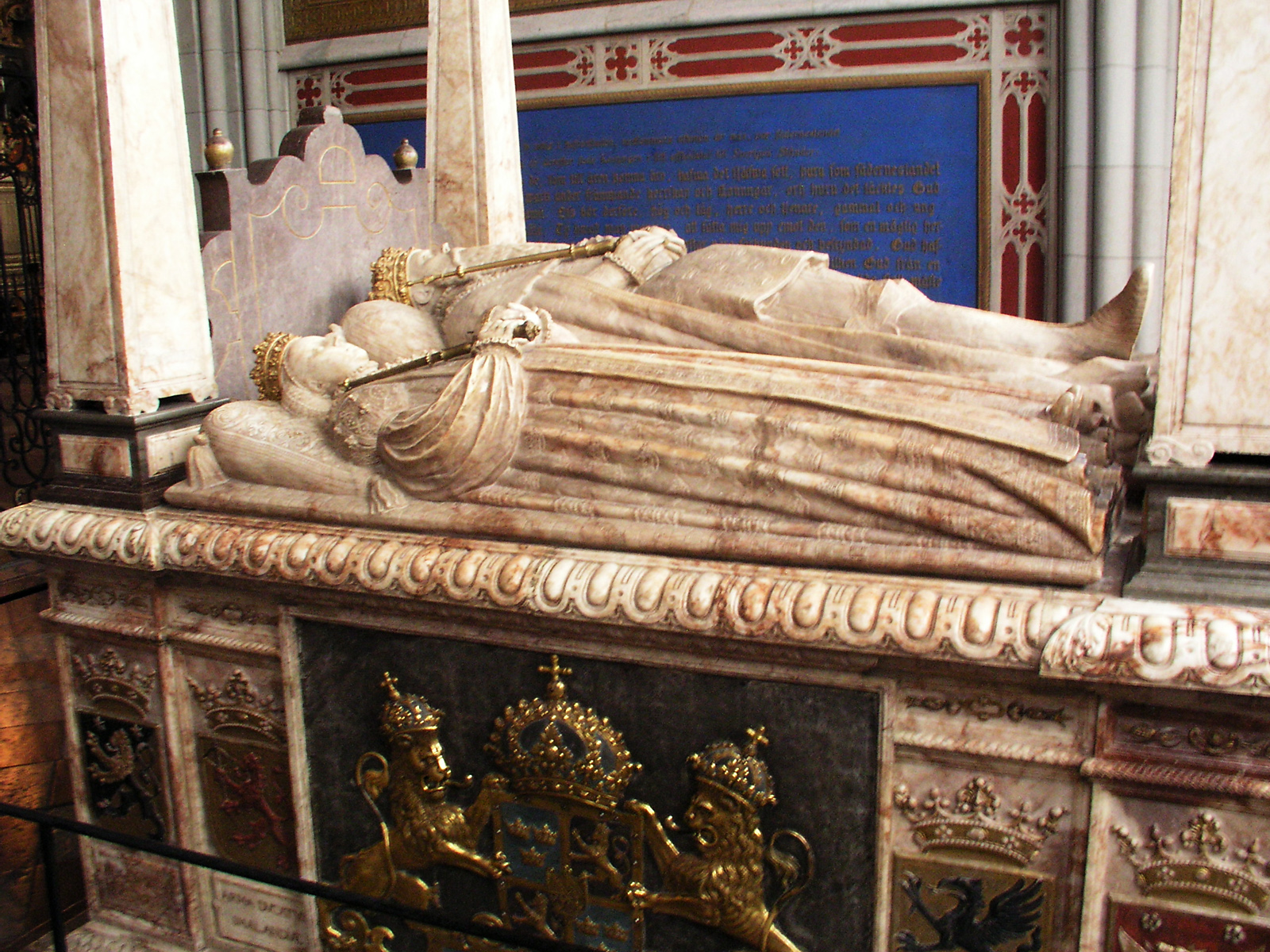
Gustave Ier et Catherine

Catherine a 18 ans à son mariage, le 24 septembre 1531. Le mariage est bref et conflictuel, même après la naissance de leur fils, Éric XIV de Suède en 1533. Catherine n'apprend pas à parler suédois et comme l'allemand de son mari n’est pas parfait, ils ont peu de conversation, et passent peu de temps ensemble.
La Reine Catherine n'est pas populaire. On la considère comme une conspiratrice mélancolique et capricieuse. Elle se plaint aussi de son mari, entre autres, auprès du comte Johan de Hoya, le mari de sa belle-sœur Margareta Vasa.
Pendant une visite de son beau-frère le Roi Christian, récemment couronné, elle accuse Gustave de planifier l’assassinat de Christian. Lors d’un bal au palais, elle tombe pendant une danse, et se blesse. Elle meurt le 23 septembre 1535, deux semaines après sa chute. Elle est enterrée dans la cathédrale d'Uppsala.
Après sa mort, une rumeur de la cause de sa mort est répandue par les ennemis de Gustave. Il l'aurait tuée avec un grand marteau d'argent. Mais aucune accusation formelle n'est déposée par la famille de Catherine. Une analyse des restes du squelette, au XXe siècle, ne relève aucun dégât.